# 차출
차출 이란 차량이 기존 노선에서 다른 노선으로 옮겨 가는 것을 말한다. 이런 현상을 "차출되었다" 고 하고 애칭으로 이런 차량들을 "알바차" 라고도 한다.

## 대표적인 사례
1. 경춘선 361014,361015 열차가 경의-중앙선으로 차출되면서 문산차량사업소로 이적되었다가 다시 경춘선으로 돌아오면서 평내차량사업소로 가게 되었고 1호선 한국철도공사 1000호대 전동차의 폐차로 1호선 311000호대 전동차로 변경되었다.
2. 7호선 로윈의 신차량 결함으로 7호선에 넣을 전동차가 부족해지자 6호선의 서울교통공사 6000호대 전동차가 7호선으로 차출되었던 적이 있었다. 그러나 이 때 반대쪽의 출입문이 열리는 등 사고가 잦았다.
3. 구 5000호대 전동차가 중앙선으로 차출된 적이 있었다.

## 같이 보기
- 한국철도공사
- 경춘선
- 수도권 전철 7호선
- 중앙선
- 수도권전철 1호선
- 한국철도공사 311000호대 전동차
- 한국철도공사 321000호대 전동차
- 한국철도공사 361000호대 전동차
- 서울교통공사 7000호대 · 8000호대 전동차